# امبلیمیشن
اَمبلیمیشن (به انگلیسی: Amblimation) بخش تولید انیمیشن امبلین اینترتینمنت بود  که توسط استیون اسپیلبرگ به دنبال موفقیت چه کسی برای راجر رابیت پاپوش دوخت (۱۹۸۹) و پس از جدایی او از دان بلات شکل گرفت.  این استودیو تنها سه فیلم سینمایی تولید کرده است که عبارت است از: فایول به غرب می رود (۱۹۹۱)، ما بر گشتیم! داستان یک دایناسور (۱۹۹۳) و بالتو (۱۹۹۵) که هر سه توسط جیمز هورنر ساخته و توسط یونیورسال پیکچرز منتشر شده.
این استودیو تنها پس از ۸ سال فعالیت تعطیل شد و به یک انبار تبدیل شد. تمام ۲۵۰ نفر از اعضای خدمه امبلیمیشن به دریم ورکس انیمیشن  که بعداً در سال ۲۰۱۶ توسط شرکت مادرش یعنی ان‌بی‌سی یونیورسال به مبلغ ۳٫۸ میلیارد دلار خریداری شد. 

## فیلم شناسی

### فیلم های نمایشی تئاتر
| تاریخ انتشار   | عنوان                          | گیشه ناخالص              |
| -------------- | ------------------------------ | ------------------------ |
| ۲۲ نوامبر ۱۹۹  | فایول به غرب می رود            | ۴۰٫۶ میلیون دلار         |
| ۲۴ نوامبر ۱۹۹۳ | ما برگشتیم! داستان یک دایناسور | ۹٫۳ میلیون دلار (آمریکا) |
| ۲۲ دسامبر ۱۹۹۵ | بالتو                          | ۱۱٫۳ میلیون دلار         |

### تلویزیون
- بازگشت به آینده: مجموعه انیمیشن (۱۹۹۲-۱۹۹۱)
- دم آمریکایی فایول (۱۹۹۲) (با نلوانا)

## جستار های وابسته
- ایلومینیشن
- سرگرمی امبلین
- دریم ورکس انیمیشن
- یونیورسال اینتراکتیو